# Elecciones generales de Kuwait de 2020
Las elecciones generales de Kuwait de 2020 se realizaron el 5 de diciembre del mismo año. Dos tercios de los titulares perdieron sus escaños, incluida la única diputada Safa Al Hashem.

## Sistema electoral
Los 50 miembros electos de la Asamblea Nacional de Kuwait son elegidos de cinco circunscripciones electorales de diez escaños por un voto único intransferible.

## Antecedentes
La inscripción de los candidatos a los 50 escaños de la Asamblea Nacional de Kuwait se llevó a cabo entre el 26 de octubre y el 4 de noviembre de 2020. Se utilizaron 102 escuelas como centros de votación para las elecciones el 5 de diciembre. Cada escuela tenía una clínica configurada para verificar el estado de salud de todos los que ingresaban.

## Resultados
En general, los candidatos de la oposición obtuvieron 24 escaños, frente a los 16 del parlamento anterior. La elección fue vista como una victoria para el bloque de oposición antigubernamental. Treinta de los candidatos electos tenían menos de 45 años; Si bien hubo 29 candidatas, ninguna fue elegida, lo que dejó al parlamento sin una diputada por primera vez desde el año 2012.
| Circunscripción              | Candidato                       | Votos | Resultado |
| ---------------------------- | ------------------------------- | ----- | --------- |
| Primera Circunscripción      | Hassan Abdullah Johar           | 5,849 | Electo    |
| Primera Circunscripción      | Yusuf Fahad Al-Ghurayyeb        | 5,064 | Electo    |
| Primera Circunscripción      | Ahmad Khalifa Al-Shuhoomi       | 4,129 | Electo    |
| Primera Circunscripción      | Hamad Ahmad Rouhuddine          | 3,783 | Electo    |
| Primera Circunscripción      | Essa Ahmad Al-Kandari           | 3,398 | Electo    |
| Primera Circunscripción      | Ali Abdulrasoul Al-Qattan       | 3,320 | Electo    |
| Primera Circunscripción      | Adnan Abdulsamad Zahed          | 3,052 | Electo    |
| Primera Circunscripción      | Abdullah Mohammad Al-Turaiji    | 2,472 | Electo    |
| Primera Circunscripción      | Abdullah Jassem Al-Mudhaf       | 3,437 | Electo    |
| Primera Circunscripción      | Osama Essa Al-Shaheen           | 2,167 | Electo    |
| Segunda Circunscripción      | Marzouq Ali Al-Ghanim           | 5,179 | Electo    |
| Segunda Circunscripción      | Mohammad Barrak Al-Mutair       | 3,456 | Electo    |
| Segunda Circunscripción      | Khalil Ibrahim Al-Saleh         | 3,117 | Electo    |
| Segunda Circunscripción      | Hammad Mohammad Al-Matar        | 2,903 | Electo    |
| Segunda Circunscripción      | Salman Khaled Al-Azmi           | 2,866 | Electo    |
| Segunda Circunscripción      | Khaled Ayed Al-Enezi            | 2,565 | Electo    |
| Segunda Circunscripción      | Bader Nasser Al-Humaidi         | 2,534 | Electo    |
| Segunda Circunscripción      | Bader Hamed Al-Mulla            | 2,483 | Electo    |
| Segunda Circunscripción      | Hamad Saif Al-Harshani          | 2,208 | Electo    |
| Segunda Circunscripción      | Ahmad Mohammad Al-Hamad         | 2,195 | Electo    |
| Tercera Circunscripción      | Abdulkareem Abdullah Al-Kandari | 5,585 | Electo    |
| Tercera Circunscripción      | Osama Ahmad Al-Munawer          | 3,858 | Electo    |
| Tercera Circunscripción      | Muhannad Talal Al-Sayer         | 3,565 | Electo    |
| Tercera Circunscripción      | Hesham Abdulsamad Al-Saleh      | 3,345 | Electo    |
| Tercera Circunscripción      | Abdulaziz Tareq Al-Saqabi       | 3,340 | Electo    |
| Tercera Circunscripción      | Yusuf Saleh Al-Fadhalah         | 2,992 | Electo    |
| Tercera Circunscripción      | Mubarak Zaid Al-Mutairi         | 2,982 | Electo    |
| Tercera Circunscripción      | Saadoun Hammad Al-Otaibi        | 2,979 | Electo    |
| Tercera Circunscripción      | Fares Saad Al-Otaibi            | 2,942 | Electo    |
| Tercera Circunscripción      | Muhalhal Khaled Al-Mudhaf       | 2,904 | Electo    |
| Cuarta Circunscripción       | Shuaib Shabbab Al-Muwaizri      | 6,200 | Electo    |
| Cuarta Circunscripción       | Fayez Ghannam Al-Mutairi        | 5,774 | Electo    |
| Cuarta Circunscripción       | Musa'ad Abdulrahman Al-Mutairi  | 5,750 | Electo    |
| Cuarta Circunscripción       | Mohammad Obaid Al-Rajhi         | 5,198 | Electo    |
| Cuarta Circunscripción       | Saud Saad Al-Mutairi            | 5,100 | Electo    |
| Cuarta Circunscripción       | Thamer Saad Al-Dhefeeri         | 4,935 | Electo    |
| Cuarta Circunscripción       | Marzouq Khalifa Al-Khalifa      | 4,760 | Electo    |
| Cuarta Circunscripción       | Farz Mohammad Al-Daihani        | 4,701 | Electo    |
| Cuarta Circunscripción       | Saad Ali Al-Rashidi             | 4,520 | Electo    |
| Cuarta Circunscripción       | Mubarak Haif Al-Hajraf          | 4,422 | Electo    |
| Quinta Circunscripción       | Hamdan Salem Al-Azmi            | 8,387 | Electo    |
| Quinta Circunscripción       | Bader Zayed Al-Azmi             | 8,371 | Electo    |
| Quinta Circunscripción       | Mubarak Abdullah Al-Ajmi        | 6,801 | Electo    |
| Quinta Circunscripción       | Al-Saifi Mubarak Al-Ajmi        | 6,294 | Electo    |
| Quinta Circunscripción       | Khaled Mohammad Al-Otaibi       | 5,387 | Electo    |
| Quinta Circunscripción       | Humoud Mebrek Al-Azmi           | 5,347 | Electo    |
| Quinta Circunscripción       | Saleh Theyab Al-Mutairi         | 5,113 | Electo    |
| Quinta Circunscripción       | Nasser Saad Al-Doseri           | 4,750 | Electo    |
| Quinta Circunscripción       | Mohammad Hadi Al-Huweila        | 4,720 | Electo    |
| Quinta Circunscripción       | Ahmad Abdullah Al-Azmi          | 4,651 | Electo    |
| Fuente: KUNA (1, 2, 3, 4, 5) |                                 |       |           |